# Eiskunstlauf-Europameisterschaften 1934
Die 33. Eiskunstlauf-Europameisterschaften fanden 1934 in Seefeld in Tirol (Herren) und Prag (Damen und Paare) statt.

## Ergebnisse

### Herren
| Platz | Sportler          | Land                   |
| ----- | ----------------- | ---------------------- |
| 1     | Karl Schäfer      | Österreich             |
| 2     | Dénes Pataky      | Ungarn                 |
| 3     | Elemér Terták     | Ungarn                 |
| 4     | Leopold Linhart   | Österreich             |
| 5     | Erich Erdös       | Ungarn                 |
| 6     | Jack Dunn         | Vereinigtes Königreich |
| 7     | Felix Kaspar      | Österreich             |
| 8     | Ferenc Kertész    | Ungarn                 |
| 9     | Vladimir Koudelka | Tschechoslowakei       |
| 10    | Erwin Keller      | Schweiz                |
| 11    | Jean Henrion      | Frankreich             |
| 12    | Josef Bernhauser  | Österreich             |
| 13    | Rudolf Zettelmann | Österreich             |

### Damen
| Platz | Sportlerin         | Land                   |
| ----- | ------------------ | ---------------------- |
| 1     | Sonja Henie        | Norwegen               |
| 2     | Liselotte Landbeck | Österreich             |
| 3     | Maribel Vinson     | Vereinigte Staaten     |
| 4     | Megan Taylor       | Vereinigtes Königreich |
| 5     | Grete Lainer       | Österreich             |
| 6     | Nanna Egedius      | Norwegen               |
| 7     | Yvonne de Ligne    | Belgien                |
| 8     | Esther Bornstein   | Dänemark               |
| 9     | Mollie Phillips    | Vereinigtes Königreich |
| 10    | Fritzi Metzner     | Tschechoslowakei       |

### Paare
| Platz | Sportlerin                            | Land             |
| ----- | ------------------------------------- | ---------------- |
| 1     | Emília Rotter / László Szollás        | Ungarn           |
| 2     | Idi Papez / Karl Zwack                | Österreich       |
| 3     | Zofia Bilorówna / Tadeusz Kowalski    | Polen            |
| 4     | Lucy Galló / Rezső Dillinger          | Ungarn           |
| 5     | Herta Baumgartner / Rolf Stillebacher | Österreich       |
| 6     | Traute Jager / Fritz Lesk             | Tschechoslowakei |
| 7     | Irina Timcic / Alfred Eisenbeisser    | Rumänien         |
| 8     | Netty Eisenbeiss / Karl Friedel       | Tschechoslowakei |
| 9     | Hildegarde Schwarz / Eduards Goschel  | Lettland         |
| 10    | Libuše Veselá / Vojtěch Veselý        | Tschechoslowakei |